# Tobias Picker
Tobias Picker (né à New York le 18 juillet 1954) est un compositeur américain.

## Biographie
Picker a commencé à composer à l'âge de huit ans et a étudié à la Manhattan School of Music, à la Juilliard School et à l'Université de Princeton. Ses principaux maîtres ont été Charles Wuorinen, Elliott Carter et Milton Babbitt. Il a reçu ses premières commandes encore adolescent et il est rapidement devenu l'un des jeunes compositeurs américains les plus recherchés.
À l'âge de trente ans, Picker a reçu de nombreuses récompenses et honneurs dont le Joseph H. Bearns Prize (en) (Université Columbia), le Prix Charles Ives (en) et la Bourse Guggenheim. En 1992, il a reçu la prestigieuse Prix pour la Musique de l'Académie américaine des arts et des lettres. Dans les années 1985–1990 Picker a été le premier compositeur en résidence pour l'Orchestre symphonique de Houston. Il a aussi été compositeur en résidence pour des festivals internationaux tels que le Santa Fe Chamber Music Festival (en) et le Pacific Music Festival. Tobias Picker est devenu membre de l'Académie américaine des arts et des lettres en mai 2012.
Picker est atteint du syndrome de Gilles de la Tourette (tics), et on a affirmé qu'il existe des éléments "tourettiques" dans sa musique.
La musique de Tobias Picker est publiée exclusivement par Schott Music Corporation.

## Œuvres

### Musique instrumentale
La musique symphonique de Picker, dont le poème symphonique Old and Lost Rivers, a été jouée par les plus grands orchestres tels que l'Orchestre philharmonique de New York, l'Orchestre symphonique de Chicago, l'Orchestre de Cleveland, l'Orchestre de Philadelphie, l'Orchestre philharmonique de la BBC, l'Orchestre philharmonique de Munich, l'Orchestre de la Tonhalle de Zurich, et l'Orchestre symphonique de la radio de Vienne. Son concerto pour piano Keys to the City (écrit pour le centenaire du Pont de Brooklyn) est enregistré chez Chandos comme son concerto pour violoncelle et l'œuvre orchestrale And Suddenly It’s Evening. The Encantadas (pour narrateur et orchestre) utilise des textes de Herman Melville, tirés des descriptions poétiques des Îles Galápagos et a été enregistré chez Virgin Classics par l'Orchestre symphonique de Houston avec comme narrateur Sir John Gielgud. Parmi les autres œuvres, on trouve Tres sonetos de amor, basés sur des poèmes d'amour de Neruda dans une version pour baryton et orchestre ou voix et piano, et The Blue Hula, œuvre pour ensemble de chambre. Le  catalogue orchestral complet de Picker contient trois symphonies, quatre concertos pour piano et des concertos pour violon, alto, violoncelle et hautbois.
Picker a aussi composé de nombreuses musiques de chambre. En 2009, le American String Quartet a commandé et créé le Quatuor à cordes No. 2 au Merkin Concert Hall à New York. La même année, le pianiste Ursula Oppens a créé les Four Etudes for Ursula et les Three Nocturnes for Ursula au Baisly Powell Elebash Recital Hall, aussi à New York. En 2011, Picker a présenté au Miller Theatre Composer Portrait, joué par le Signal Ensemble, Sarah Rothenberg et le Brentano String Quartet, qui a créé son  Quintette avec piano "Live Oaks".

### Opéras
- Emmeline (en) (1996) : l'Opéra de Santa Fe (en) a donné la première mondiale du premier opéra de Picker, qui a été ensuite diffusé à la télévision dans la série Great Performances. Le premier enregistrement a été fait par Albany Records.
- Fantastic Mr. Fox (en) (1998) : le second opéra est une adaptation du livre de Roald Dahl commandée et créée par le Los Angeles Opera. Picker a écrit deux autres versions de cette œuvre : une version pour un Ensemble de Chambre de sept instruments, créée par l'Opera Holland Park in 2010[5]. Une version avec une orchestration réduite a été écrite pour le English Touring Opera, aussi en 2010[6].
- Thérèse Raquin (en) (1999/2000): le troisième opéra de Picker (livret de Gene Scheer) a été commandée par un consortium de compagnies dont le Dallas Opera, l'Opéra de San Diego, et l'Opéra de Montréal. Picker a reçu une nouvelle commande de la part de l'Opera Theatre Europe pour une version réduite de Thérèse Raquin, qui a été jouée en mars 2006 au Linbury Studio de Royal Opera House, Covent Garden.
- An American Tragedy (en) (2005/2006)[7]: tiré du roman de Theodore Dreiser, avec un livret de Gene Scheer, le quatrième opéra de Picker été commandé par le Metropolitan Opera[8]. La première mondiale a été donnée le 2 décembre 2005 avec Patricia Racette, Nathan Gunn, Susan Graham, et Dolora Zajick dans les  principaux rôles. La production a été dirigée par Francesca Zambello et conduite par James Conlon[9].
- Dolores Claiborne (en): en 2013, le San Francisco Opera a créé un nouvel opéra de Picker, tiré du roman Dolores Claiborne de Stephen King avec un livret de J.D. McClatchy.
- Awakenings (en) (2022), basé sur Awakenings, livre d'Oliver Sacks, livret d'Aryeh Lev Stollman (en), commande de l'Opera Theatre of Saint Louis (en)[10].
- Lili Elbe (en), livret d'Aryeh Lev Stollman (en), avec Lucia Lucas dans le rôle de Lili Elbe[11].

### Œuvres pour la scène
Picker a terminé son premier ballet, Awakenings, inspiré par le roman du Dr. Oliver Sacks et commandé par la Rambert Dance Company, en 2010. L'œuvre a été créée par Rambert à Salford, UK en septembre 2010. Rambert a présenté le ballet dans le Royaume-Uni avec plus de 50 représentations lors de la saison 2010-11.

## Discographie
- Keys to the City (Wergo, 2008)
- Old and Lost Rivers (Virgin Classics)
- Songs and Encores (Bridge Records, 2006)
- Symphony No. 2, String Quartet No. 1 (First Edition, 2004)
- Keys to the City, And Suddenly It's Evening, and Cello Concerto (Chandos, 2003)
- Thérèse Raquin (Chandos, 2001)
- Emmeline (Albany Records, 1998)
- The Encantadas (Virgin Records, 1998)